# Велоспорт на літніх Олімпійських іграх 2020 — маунтінбайк (жінки)
Змагання з маунтінбайку по пересіченій місцевості серед жінок на Літніх Олімпійських іграх 2020 відбулися 26 липня 2021 року на трасі Ідзу MTB У змаганнях взяли участь 38 велосипедисток з 29 країн..

## Передісторія
Це буде 7-ма поява цієї дисципліни на Олімпійських іграх. Її проводять на кожній Олімпіаді починаючи з 1996 року, коли до програми додали маунтінбайк.
Чинна олімпійська чемпіонка - Єнні Ріссведс зі Швеції, а чинна чемпіонка світу (2020) - Полін Ферран-Прево з Франції.

## Кваліфікація
Національний олімпійський комітет (НОК) може виставити на змагання по пересіченій місцевості щонайбільше 3 велосипедистки. Всі квоти отримує НОК, який сам вибирає велосипедисток, що беруть участь у перегонах. Загалом для участі у змаганнях було виділено 38 квот. З них 30 розподілено відповідно до світового рейтингу UCI за країнами. 2 країни з найвищим рейтингом отримали по 3 квоти. НОК, що посіли з 3-го по 7-ме місця, одержали по 2 квоти. НОК, які посіли з 8-го по 21-ше місце, одержали по 1 квоті. Ще три квоти розіграно в рамках континентальних турнірів Африки, Америки та Азії. НОК з найвищим місцем на кожному турнірі (які ще не кваліфікувались) одержали по 1 квоті. Третім етапом став Чемпіонат світу з маунтінбайку 2019. В категорії "Еліта" два НОК з найвищим місцем (серед тих, що ще не кваліфікувались) отримали по квоті; в категорії U-23 два НОК з найвищим місцем (серед тих, що ще не кваліфікувались, зокрема і через категорію "Еліта") теж одержали по квоті. Країні-господарці було гарантовано квоту, яку було б перерозподілено за рейтингом, якби Японія кваліфікувалась іншим способом. Оскільки кваліфікація завершилась до закінчення Чемпіонату світу з велоспорту на треку 2020 1 березня 2020 року (останнє змагання, що могло змінити рейтинг 2018-20 років), то пандемія COVID-19 на кваліфікацію не вплинула.

## Формат змагань
Змагання є перегонами з масовим стартом, а гонщицям треба подолати декілька кіл. Тривалість змагань - один етап. Траса для маунтінбайку має довжину 4,1 кілометра, з різкими перепадами висот, вузькими ґрунтовими стежками і скелястими ділянками. Висота по вертикалі становить 150 метрів. Гонщиці, що на першому колі ідуть на 80% повільніше, ніж лідерка, вибувають.

## Розклад
Змагання в цій дисципліні відбуваються впродовж одного дня.
| З | Попередні заїзди | ЧФ | Чвертьфінали | ПФ | Півфінали | Ф | Фінали |

| Дисципліна↓/Дата →     | 24 лип | 25 лип | 26 лип | 27 лип | 28 лип | 29 лип | 30 лип | 30 лип | 31 лип | 1 сер |
| ---------------------- | ------ | ------ | ------ | ------ | ------ | ------ | ------ | ------ | ------ | ----- |
| маунтінбайк (чоловіки) |        |        | Ф      |        |        |        |        |        |        |       |
| маунтінбайк (жінки)    |        |        |        | Ф      |        |        |        |        |        |       |